# Ochey
Ochey é uma comuna francesa na região administrativa de Grande Leste, no departamento de Meurthe-et-Moselle. Estende-se por uma área de 18,06 km². Em 2010 a comuna tinha 520 habitantes (densidade: 28,8 hab./km²).